# Ślemień
Ślemień è un comune rurale polacco del distretto di Żywiec, nel voivodato della Slesia.
Ricopre una superficie di 45,87 km² e nel 2004 contava 3 425 abitanti.